# Glaciar Ahern
El glaciar Ahern es un pequeño glaciar afluente del este, localizado en la cordillera Churchill, entre el Monte Lindley y Hoskins, en la entrada del glaciar Starshot. Fue llamado de esta manera por los exploradores de los grupos Holyoake, Cobham y Queen Elizabeth de la expedición neozelandesa a la Antártida de 1964-1965. Su nombre proviene de B. Ahern, un miembro de la expedición.